# Martin Filip
Martin Filip (* 26. prosince 1971, Hradec Králové) je český hokejový útočník.

## Kariéra
Je odchovancem týmu Stadion Hradec Králové, kde také v roce 1993 začal svoji extraligovou kariéru. V průběhu sezóny 1993/94 přestoupil do HC Pardubice a díky tomu získal stříbrnou medaili v České extralize.
Kromě Pardubic v letech 1995-2003 hrál extraligu s týmy Opavy, Karlových Varů, Litvínova a Zlína. Jeho další kroky směřovaly v roce 2003 do Anglie, kde hrál za tým Basingstoke Bison a do Francie, kde mezi roky 2004–2008 hrál za týmy Brianconu a Tours. Po návratu z ciziny hrál 1. ligu v Hradci Králové a pak 2. ligu za HC Vrchlabí. Momentálně[kdy?] hraje za klub HC Kohouti Česká Třebová, který působí v Krajské lize Pardubického kraje.